# Trinovantes
 (février 2025).
Si vous disposez d'ouvrages ou d'articles de référence ou si vous connaissez des sites web de qualité traitant du thème abordé ici, merci de compléter l'article en donnant les références utiles à sa vérifiabilité et en les liant à la section « Notes et références ».

Les peuples celtes du sud de l'Angleterre.

Les Trinovantes (ou Trinobantes) est l'un des peuples bretons les plus puissants de la protohistoire de la Grande-Bretagne, avant l'occupation romaine. Ils nous sont connus par plusieurs sources littéraires : Jules César (Commentaires sur la Guerre des Gaules), Auguste (Res Gestae Divi Augusti), Tacite (Annales) et, beaucoup plus tardivement, par les compilations de Geoffroy de Monmouth (Historia Regum Britanniae).

## Territoire
Leur territoire se situait au nord de l'estuaire de la Tamise, dans les actuels comtés d'Essex et de Suffolk. Leur capitale Camulodunon se situait sur le lieu de l’actuelle ville de Colchester, une des localisations supposées de Camelot.
Ils avaient pour voisins les Icènes au Nord, les Catuvellauni à l'Ouest et les Cantiaci au Sud.

## Histoire

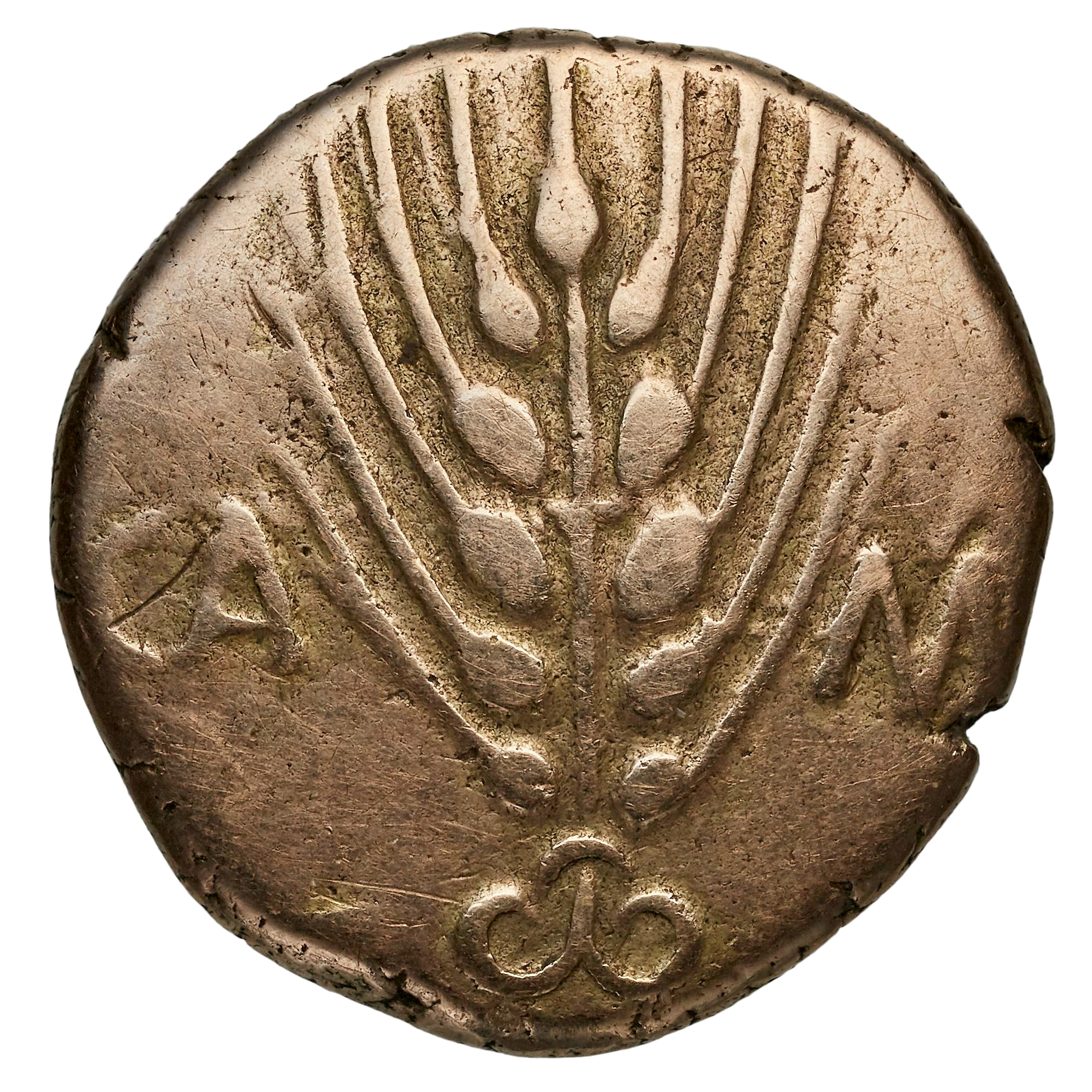

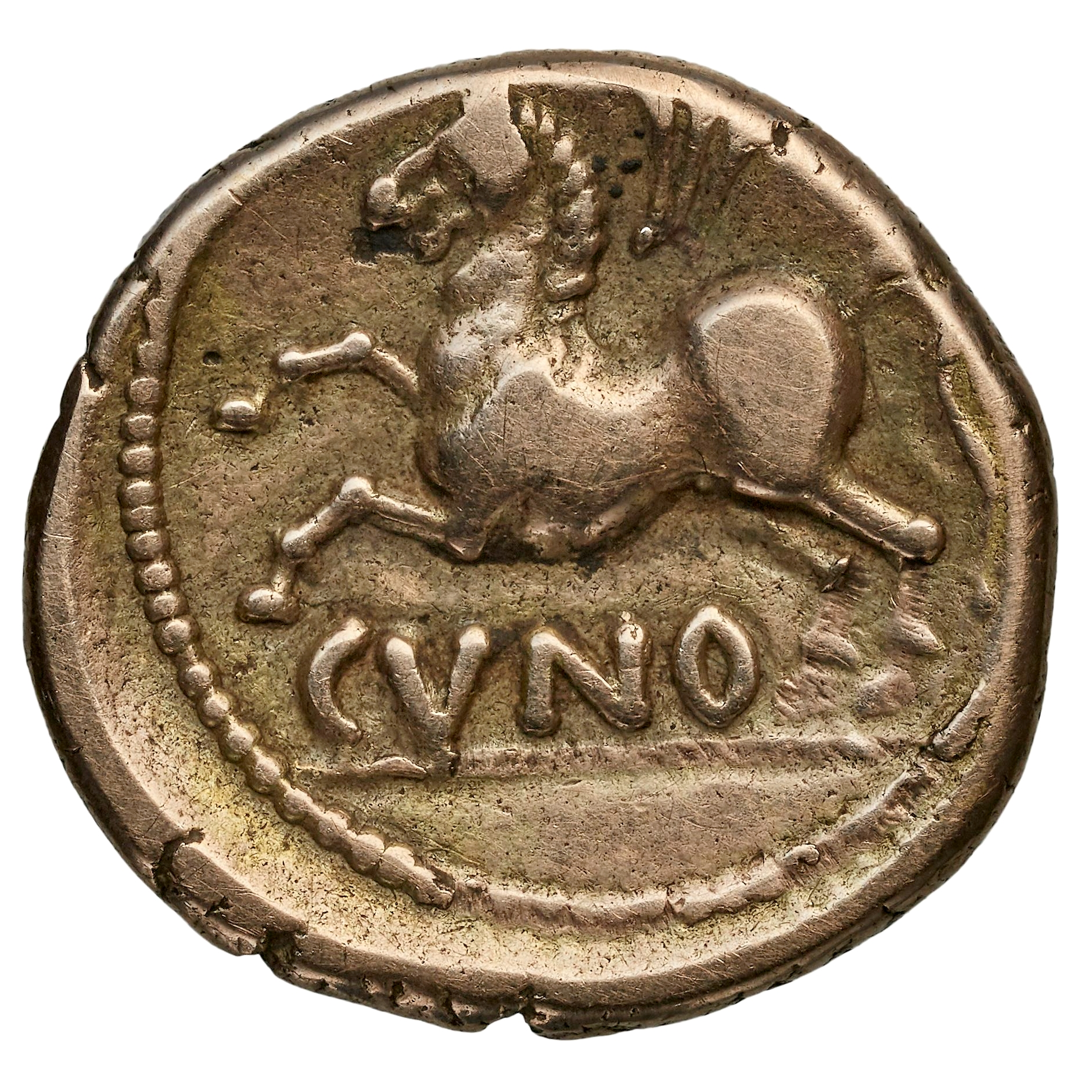
Statère en or vers 10 ap. JC. CVNObelinos. Département des Monnaies, médailles et antiques de la Bibliothèque nationale de France.

Au Ier siècle av. J.-C. ils étaient d’autant plus puissants qu'ils s'étaient alliés à leurs voisins les Catuvellauni. Ils contrôlaient ainsi la région du Cantium (actuel Kent). Selon César, lors de sa première expédition en 55-54, leur roi aurait été Imanuentius, mais ce n'est confirmé par aucune autre source. À cette époque leur capitale est Braughing (Hertfordshire). Il aurait été renversé par Cassivellaunos (Catuvellauni) qui, par la suite, dirigea la coalition des deux peuples. Lors de la seconde expédition romaine, il est battu par César, qui le remplace par son fils Mandubracius, qui s’était réfugié en Gaule. Les Trinovantes paient un tribut à Rome. Le souverain suivant, attesté par des preuves numismatiques, est Addedomaros, qui prend le pouvoir vers 20-15 av. J.-C. C'est sous son règne que la capitale est déplacée à Camulodunon. Vers -10, des monnaies émises à Camulodunum par Tasciovanos des Catuvellauni suggèrent une provisoire prise de pouvoir, avant le retour d'Addedomaros, peut-être sous la pression des Romains. Son fils lui succède entre 10 et 5 av. J.-C. mais peu après, les Trinovantes sont finalement conquis soit par Tasciovanus, soit par son fils Cunobelinos.
Les Trinovantes réapparaissent dans l'Histoire lors de leur participation à la révolte de Boadicée contre l'Empire romain en 60 apr. J.-C.
Leur nom réapparait au Moyen Âge dans la légende relative à l'origine du nom de Londres. Geoffrey de Monmouth, dans son Historia regum Britanniae prétend que le nom est dérivé de « Troi-novantum » ou « Nouvelle Troie », légende selon laquelle la Bretagne a été fondée par Brutus de Bretagne et autres descendants des héros de la guerre de Troie.
Les premières monnaies qui leur sont imputables sont en bronze et datent de 100 av. J.-C. Vers -70, on trouve des statères d'or, puis vers -50 apparaissent des pièces en argent.
Le style de leurs riches sépultures (voir faciès de Aylesford) est d’origine continentale et atteste leur appartenance aux peuples belges. L'étymologie de leur nom le confirme puisque le sens est « très nouveau », dans le sens de « nouveaux arrivants ».